# 최수민 (성우)
최수민(崔秀敏, 1945년 10월 5일~)은 대한민국의 성우이자 배우이다. 1969년 TBC 5기 성우로 데뷔하였으며, 언론통폐합으로 인해 현재는 KBS 11기로 분류된다. 배우 차태현의 어머니이다.

## 가족관계
- 남편: 차재완(1944년~)
  - 큰아들: 차지현(1974년~)
  - 작은아들: 차태현(1976년 3월 25일~)
  - 며느리: 최석은(1976년~)
  - 손자: 차수찬(2007년 12월 26일~)
  - 손녀: 차태은(2011년 9월 29일~)
  - 손녀: 차수진(2013년 12월 10일~)

## 주요 출연작

### 애니메이션
※전체 출연작은 외부 링크를 참조
- 개구쟁이 스머프 (KBS) - 사세트/아즈라엘/게으름이/화가
- 고스트 바둑왕 (KBS) - 신재하
- 꽃나라 요술봉 (KBS)-유미
- 까치의 날개 (KBS) - 엄지
- 달려라 하니 (KBS) - 나애리
- 떠돌이 까치 (KBS) - 엄지
- 로미오의 푸른하늘 (KBS) - 로미오
- 롤러왕 파워킹 (SBS) - 유키 린(변신 전)
- 마일로의 대모험 (KBS, 투니버스) - 마일로
- 미키의 클럽하우스 (KBS) - 데이지 덕
- 범퍼킹 재퍼 (SBS) - 제비오
- 뾰로롱 꼬마마녀 (KBS2) - 키토
- 빛의전사 마스크맨(특촬물/VIDEO) - 블루마스크맨(박태환)
- 소년기사 라무(MBC, VIDEO) - 라무
- 아이젠 보그(VIDEO) - 민희
- 아벨 탐험대(KBS) - 티알라
- 영심이(KBS2) - 영심이
- 요리왕 비룡(KBS2) - 비룡
- 요리킹 조리킹(KBS2, 투니버스, 재능TV) - 찬 (유행어 : 예 맛 좀 보셔~!!)
- 우주특공대 바이오맨 (특촬물/VIDEO) - 핑크 파이브 (최윤희) / 바라캣 (파라캣) / 프린스 / 김영수 (카게야마 슈이치)
- 은하철도 999(백록판VIDEO) - 철이
- 당가드에이스(1992년 VIDEO) - 어린시절의 기철
- 마징가Z - 김쇠돌이(1991년 VIDEO판)
- 초광속로봇알베가스(1992년 VIDEO) - 박영빈
- 비디오레인져007(1992년 VIDEO) - 케이
- 명견실버(1992년VIDEO) - 훈이/크로스
- 절대무적라이징오(MBC, VIDEO판) - 똘이
- 백수왕 고라이온(VIDEO) - 스즈이시 히로시(피지, 페이지)
- 지구방위대 후뢰시맨 (특촬물/VIDEO) - 옐로우 후뢰시 (사라) / 우르크
- 철인28호(VIDEO) - 홍현우
- 썬더볼로빈(VIDEO) - 로빈
- 출동! 지구특공대 (KBS) - 마틴(마음)
- 황금로봇 골드런 (KBS) - 솔개 / 모나 / 샬랄라 / 선생님
- 못말리는 3공주 (챔프) - 삼공주 엄마
- 하우스 오브 마우스 (브로드앤TV) - 데이지 덕
- 태양의 기사 피코 (KBS) - 레오(처음)
- 꼬비꼬비 (KBS2) - 깨동이
- 요술망아지 브링크 (KBS) - 토비
- 왕부리 팅코 (SBS) - 팅코
- 지구는 초록별 (KBS) - 힘찬
- 꼬마유령 캐스퍼 (KBS) - 캣
- 인형공주 리카 (KBS2) - 카산드라 / 다빈
- 날아라 번개호 (SBS) - 준
- 달타냥의 모험 (KBS) - 쟌
- 귀여운 쪼꼬미 (MBC) - 조희원
- 곰돌이 푸 (2001년 더빙판/KBS) - 크리스토퍼 로빈
- 슈퍼맨 (SBS) - 마사
- 요술곰의 모험나라 (KBS) - 케빈
- 인형 보물섬 (KBS) - 짐
- 지구특공대 가글파이브 - 가글 핑크 (양유정)
- 코드 로쿄 (애니맥스) - 제레미
- 주홍이의 그림일기 (애니원) - 한별
- 유틸리티 파이터 (SBS)
- 개구쟁이 태즈 (MBC)
- 집없는 소년 (KBS) - 마티아
- 정의의 소년 캐산 (KBS)
- 머신로보트 (VIDEO) - 레이나
- 요괴사냥꾼 댕기 (VIDEO) - 댕기
- 알펜로즈 (VIDEO) - 주디
- 싸이보그 스필반(VIDEO) - 여왕판도라
- 투장 다이모스 (VIDEO) - 카즈야
- 볼트화이브 (VIDEO) - 1호기 건일
- 콤바트라V (VIDEO) - 어린 시절 표범
- 우주여왕 (VIDEO)
- 15소년 우주표류기 (KBS) - 잭 / 다케시
- 아이젠보그 (VIDEO) - 민희
- 우주용사 타이맨 (VIDEO) - 오토케
- 마이티 마우스 (VIDEO)
- 올림포스 가디언 (SBS) - 프릭소스
- 플랜더스의 개 (SBS) - 네로
- 꼬마유령 사총사 (EBS) - 얀새
- 신기한 스쿨버스 (EBS) - 카를로스
- 악동클럽 (EBS) - 트위스터
- 원시소년 크로 (EBS) - 크로
- 잠의 요정 나일러스 (EBS) - 데이빗

### 극장용 애니메이션
- 미키의 크리스마스 선물 - 데이지 덕
- 디즈니 삼총사 - 데이지 덕
- 호튼 - 엄마 캥거루
- 꼬마어사 똘이(MBC) - 똘이
- 붉은매(SBS) - 영령
- 모모(KBS) - 지미
- 101마리 강아지 - 소
- 마루밑아리에티- 쇼우의외할머니
- 눈의 여왕 - 눈의 여왕
- 소울 - 리바

### 영화
- 간디 (KBS) - 카스투르바 간디(로히니 해탠가디)
- 귀여운 빌리 (KBS)
- 그렘린 (SBS)
- 금지옥엽 (KBS)
- 뉴욕 뉴욕 (KBS)
- 도로시 (KBS) - 에일린 맥마흔 (게르 라이언)
- 라이어 라이어 (KBS) - 다나 (스우지 커츠)
- 레터스 투 줄리엣 (KBS) - 마리아 (밀레나 버코틱)
- 로미오와 줄리엣 [1997년 더빙판] (KBS)
- 로코 (KBS) - 루카
- 르 지탕 (KBS) - 니니 (애니 지라르도)
- 마이너리티 리포트 (SBS) - 엔리 이블리 (제시카 하퍼) / 사라(애슐리 크로) / 숀(도미닉 스콧 케이/타일러 패트릭 존스)
- 맘보 킹 (KBS)
- 미치고 싶을 때 (SBS) - 시벨의 엄마(아이셀 아스칸)
- 바로워스 (KBS) - 피트 (브래들리 피어스)
- 방세옥 (SBS) - 소환 (호혜중)
- 법외정 (KBS) - 마리아 수녀
- 별들의 고향 (KBS) - 경아 (안인숙)
- 사운드 오브 뮤직 (SBS) - 프리드리히 (니콜라스 해몬드) / 베르테 수녀(포샤 넬슨)
- 사이코 4 (KBS) - 엄마 (올리비아 핫세)
- 세븐 (KBS) - 굴드 부인(줄리 아라스코크) / 경찰(에밀리 와그너)
- 스피드 (SBS) - 버스 승객(메이루 임) / 방송 아나운서(패티 토이)
- 신데렐라 - 요정 대모(헬레나 보넘 카터)
- 언터처블: 1%의 우정 (KBS) - 마르셀 (클로딜 몰레)
- 여자의 용기 (SBS)
- 올리버 트위스트 (KBS) - 아트풀 도저 (해리 이든)
- 윈스턴 처칠의 폭풍전야 (KBS) - 바이올렛 피어맨 (셀리아 아임리)
- 유브 갓 메일 (KBS)
- 일 포스티노 (SBS) - 도나 로사 (린다 모레티)
- 주어러 (KBS)
- 줄리엣을 위하여 (KBS)
- 취권 (SBS) - 황비홍의 고모(임영)
- 칠판 (KBS) - 소년 리부아르 (라파트 모라디)
- 카모메 식당 (KBS) - 마사코(모타이 마사코) / 식당 손님(아니타 린나솔라)
- 캠퍼스 대소동 (SBS)
- 콘 에어 (KBS) - 샐리 비숍 교도관(레이철 티코틴)
- 쿼바디스 (SBS)
- 크레이머 대 크레이머 (KBS) - 빌리 (저스틴 헨리)
- 크림슨 리버 2 (KBS)
- 클리프행어 (KBS) - 사라 (미첼 조이너)
- 파코와 오초 (KBS) - 파코 (조퀸 게레이 3세)
- 폭로 (KBS)
- 프리퀀시 (SBS)
- 필사의 도전 (KBS)
- 하우스 어레스트 (SBS) - 그로버 (카일 하워드)

### 외화
- 스필버그의 어메이징 스토리(KBS) - 엘마 (폴리 홀리데이)

### 방송
- 공통점을 찾아라 (SBS)
- 감성매거진 행복한 오후 (KBS)
- 시네마월드 (부산MBC)
- 해피선데이 남자의 자격 (KBS)
- KBS 무대 10년(백암리의 새해) (KBS 제2라디오)
- KBS 무대 10년(엄마의 햄스터) (KBS 제2라디오)
- KBS 무대 10년(헬리콥터, 날개를 접다) (KBS 제2라디오)
- 스타부부쇼 자기야 (SBS)
- TV는 사랑을 싣고 (KBS)

### 광고
- 태평양 아모레 순 베이비 에버그린(영심이 역) (1991년 ~ 1992년 - TV, 1996년 - 라디오)

## 배우 출연

### 드라마
- 《산후조리원》 (tvN, 2020년) - 안희남 역
- 《미남당》 (KBS2, 2022년) - 김경자 역 (특별출연)
- 《형사록》 (Disney+, 2022년) - 연심 역
- 《형사록 시즌 2》 (Disney+, 2023년) - 연심 역
- 《나의 해리에게》 (ENA, 2024년) - 양미자 역
- 《열혈사제 2》 (SBS, 2024년) - 강인자 역

### 영화
- 《해피 뉴 이어》 (2021년) - 이영의 어머니 역
- 《방관자들》 (2022년) - 여성 의원 역
- 《막걸리가 알려줄거야》 (2024년) - 강연분 역
- 《문경》 (2024년) - 유랑의 할머니 역

## 같이 보기
- 차태현